# 李立言
李立言（1994年3月—），加拿大华裔围棋职业棋手，美国围棋协会职业四段。2017年在第三届“MLILY梦百合杯”世界围棋公开赛本赛上连胜程宏昊和陈耀烨九段后，在16强战中负于李轩豪。多伦多大学本科毕业后，现在耶鲁大学攻读大气物理学博士。妻子是美国职业棋手殷明明初段。

## 职业生涯
李立言（Ryan L. Li）是北美围棋联盟的职业四段棋手，同时也是在国际学术界享有声誉的物理学者。李立言五岁开始学习围棋，2002年移居加拿大后，他通过自学和参加各类比赛不断精进棋艺。2015年，在就读多伦多大学物理系期间，李立言以11胜1负的卓越战绩通过了第三届北美职业定段赛，正式成为职业棋手。
除了在围棋领域的杰出表现，李立言在学术研究方面也取得了卓越的成就。他在耶鲁大学攻读大气物理学博士学位期间，以第一作者身份在国际顶级学术期刊《自然》子刊《自然气候变化》(Nature Climate Change)上发表了题为《降水效率对气候变化的制约》的重要论文。通过这一研究，他深入探讨了降水效率在气候变化中的关键作用，揭示了气候变暖背景下极端降雨事件的显著增加。这一重要发现不仅为大气科学提供了新的见解，也使李立言成为职业棋手中在学术界取得顶尖成就的第一人，得到了国际顶级学术期刊的高度认可。
- 2022年 - 获得北美职业围棋锦标赛冠军。
- 2017年 - 获得北美大师赛冠军。
- 2017年 - 美国围棋大会 - 美国公开大师赛中获得亚军。
- 2014年 - 获得加拿大公开赛冠军，并在美国围棋大会 - 美国公开赛中获得第五名。
- 2012年 - 代表北美参加首届MLILY职业围棋赛。
- 2010年 - 代表加拿大参加第五届韩国总理杯围棋赛，并获得第七名